# A katona imája
A katona imája Ákos magyar énekes és dalszövegíró tizenhatodik magyar nyelvű szólóalbuma, amelyet 2010 októberében jelentetett meg. A hosszú évekig készült lemezanyag tizenhárom új dalt tartalmaz, köztük a 2010. április 6-án, az énekes 42. születésnapján megjelent Szindbád dalát.

## Dallista
|     | Cím                    | Szerző(k)   | Producer(ek) | Hossz |
| --- | ---------------------- | ----------- | ------------ | ----- |
| 1.  | "A katona imája"       | Kovács Ákos | Kovács Ákos  | 4:21  |
| 2.  | "Minden álom véget ér" | Ákos        | Ákos         | 4:10  |
| 3.  | "Szindbád dala"        | Ákos        | Ákos         | 3:57  |
| 4.  | "Senki nem tehet mást" | Ákos        | Ákos         | 3:36  |
| 5.  | "A fénybe nézz"        | Ákos        | Ákos         | 4:27  |
| 6.  | "Játékharc"            | Ákos        | Ákos         | 3:28  |
| 7.  | "Óda"                  | Ákos        | Ákos         | 4:53  |
| 8.  | "Főleg régen"          | Ákos        | Ákos         | 3:47  |
| 9.  | "Nézz szembe vele"     | Ákos        | Ákos         | 3:52  |
| 10. | "Tabula Rasa"          | Ákos        | Ákos         | 3:35  |
| 11. | "Érintő"               | Ákos        | Ákos         | 3:50  |
| 12. | "Szeress így"          | Ákos        | Ákos         | 3:57  |
| 13. | "Kéz a tarkón"         | Ákos        |              | 4:14  |

## Formátum, extrák
A kiadványhoz DVD-melléklet is társul, amelyen az egész lemezanyag  sztereóban és kétfajta kódolású 5.1-hanggal is meghallgatható (DD5.1 és dts). A lemez felvételét és az ezzel párhuzamosan futó SZINDBÁD TURNÉ 2010 történéseit egy csaknem kétórás, 25 epizódból álló werkfilm örökíti meg, ez is látható a DVD-n. Emellett két korábban kiadatlan 2010-es koncertklip is helyet kapott a kiadványon: a Szindbád dala élő változata és a Csak a szerelmen át. A kiadvány Emmer László fotóival, különlegesen szép Super Jewel Boxban lát napvilágot.

## Kritikák
Ákos tizenhatodik magyar nyelvű albuma nagy gonddal megkomponált, fülbemászóan dallamos zenéket tartalmaz. Az album mind a kritikusoktól, mind a médiától elismerő értékelést és jó kritikát kapott.
- Nagy gonddal készített, polifon muzsika - Ákos megint olyan inerciarendszerben boncol, ahová minálunk nem vetődnek. (Ókovács Szilveszter, Magyar Nemzet
- Összetett és érvényes lemez. Az alkotó öröme ott van mind az 52 percében. (Wiedemann Krisztina, RockinforM)
- Szívünkre tesszük a kezünk, és úgy állítjuk, hogy ez a szólósztár legjobb munkája. Mindenkihez eljut az üzenet, ezért működik igazán a katarzis. (MR2 Petőfi)
- A szövegek metszően tiszták és világosak. Zenéje sem csak eredeti hangulatával képes magával ragadni, de szépségével is. (Borókai Gábor, Heti Válasz)
- Az album minden rezdülésén érződik az odafigyelés, az elmúlt húsz esztendő tapasztalata, a jobbára a szárnyukat bontogató ifjoncokra jellemző, üdítő lendület és a már-már gyermeki tisztaságú lelkesedés. (ellenkultura.info)
- Meglepő a keresztény utalások szokatlan nyíltsága - borhoz hasonlóan beérő gondolatvilág - állhatatosan jár maga kijelölte útján. (Paksa Balázs, Új Ember)

## Külső hivatkozások
- Ákos hivatalos honlapja